# Tingieten
Tingieten is het maken van voorwerpen van tin door een gesmolten tinlegering in een mal te gieten. Zodra het tin gestold is kan het uit de mal verwijderd worden. Na afwerken van de gietranden is het voorwerp klaar.
Dat tin zo bruikbaar is voor het gieten, komt onder andere door het lage smeltpunt van 505 K, dat wil zeggen 232 °C. Een tinnen voorwerp moet dan ook nooit in de oven gebruikt worden. Het heeft echter ook te lijden van tinpest, een verandering van kristalstructuur tussen de 13 en 16 °C. In een gematigd klimaat wordt deze temperatuurgrens nog al eens gepasseerd, wat vooral effect heeft op tinnen orgelpijpen in weinig verwarmde kerkgebouwen.
De tingieter dient een tinlegering te gebruiken die veel tin bevat, namelijk minimaal 92% tin, aangevuld met koper of antimoon. Vanwege de giftigheid wordt lood niet meer in tinlegeringen gebruikt.
Het tin wordt gegoten in een mal van brons. Brons heeft een goede warmtegeleiding zodat het vloeibare tin snel afkoelt. De mal wordt opengemaakt en het gestolde tin wordt eruit geklopt. Tin kan ook gegoten worden in vormzand. Daarvoor wordt eerst een model van het voorwerp in het zand afgedrukt.

## Gegoten voorwerpen
Gegoten voorwerpen van tin hebben een grote rol gespeeld in het huishouden. Tinnen borden, lepels, kannen en schalen waren zeer gebruikelijk. Op stillevens uit de Gouden Eeuw staan deze voorwerpen veel afgebeeld. Tinnegerei is echter bewerkelijk en vergt wat onderhoud. Het werd steeds vaker verdrongen door aardewerk. Een nadeel van tin is zijn gevoeligheid voor oxidatie. Zuur fruit kan bijvoorbeeld vlekken veroorzaken.
Gegoten voorwerpen die aan bepaalde normen voldeden werden vanouds gemerkt met een stempel in de vorm van een engel. Dit wordt engeltjestin genoemd.

## Behandeling
Pas gegoten tin glimt sterk en lijkt daarmee op zilver. De glans kan versterkt worden door het te polijsten. Daarbij kan het voorwerp behandeld worden met een waslaag.
Als het tin onbehandeld blijft krijgt tin na verloop van jaren een doffe huid, die in Nederland echter veel gewaardeerd wordt. Dit oxidatieproces kan echter ook kunstmatig versneld worden. Door het tin te poetsen met zilverpoets of tandpasta kan de glans behouden blijven. Bij tin dat weinig in de hand genomen wordt is een jaarlijkse poetsbeurt voldoende.
Een tinnen vaas kan tegen kalkaanslag uit het water beschermd worden door deze voor gebruik in te smeren met wat vaseline.